# Neodon irene
Neodon irene је врста глодара из породице хрчкова (лат. Cricetidae). 

## Распрострањење
Кина је једино познато природно станиште врсте.

## Станиште
Врста Neodon irene има станиште на копну.

## Угроженост
Ова врста није угрожена, и наведена је као последња брига јер има широко распрострањење.

### Популациони тренд
Популациони тренд је за ову врсту непознат.